# Christoph Philipps
Christoph Niclas Philipps (Monaco di Baviera, 15 settembre 1998) è un cestista tedesco.